# Lac Karoum (Éthiopie)
Pour les articles homonymes, voir Lac Karoum.
Le lac Karoum (ou Karum) est un lac salé situé dans le Nord de l'Éthiopie (région Afar) au cœur du désert Danakil. 
Site important et millénaire d'extraction du sel, il est parfois désigné sous le nom de « lac Assalé » – dont il constitue en réalité un sous-ensemble au même titre que le lac Bakili et le lac Maraha. À la fin du mois de septembre, les torrents descendus des hauts plateaux alimentent le lac Assalé, qui recouvre l'ensemble et atteint sa superficie maximale, alors qu'à la saison sèche l'eau s'évapore et plusieurs bassins séparés se forment alors.

## Exploitation du sel
Les travailleurs du sel vivent dans un camp de base distant de quelques kilomètres, Ahmed Ela, un village de quelque 3 500 habitants. Plusieurs mois par an, ils se rendent au lac Karoum, « armés des seuls outils qu'utilisaient il y a trois mille ans en ce même endroit les carriers de la reine de Saba ». Leurs tâches sont très spécialisées (extracteurs, coupeurs, tailleurs). Ce sont généralement des Tigréens, parfois des Afars.

Exploitation du sel au lac Karoum
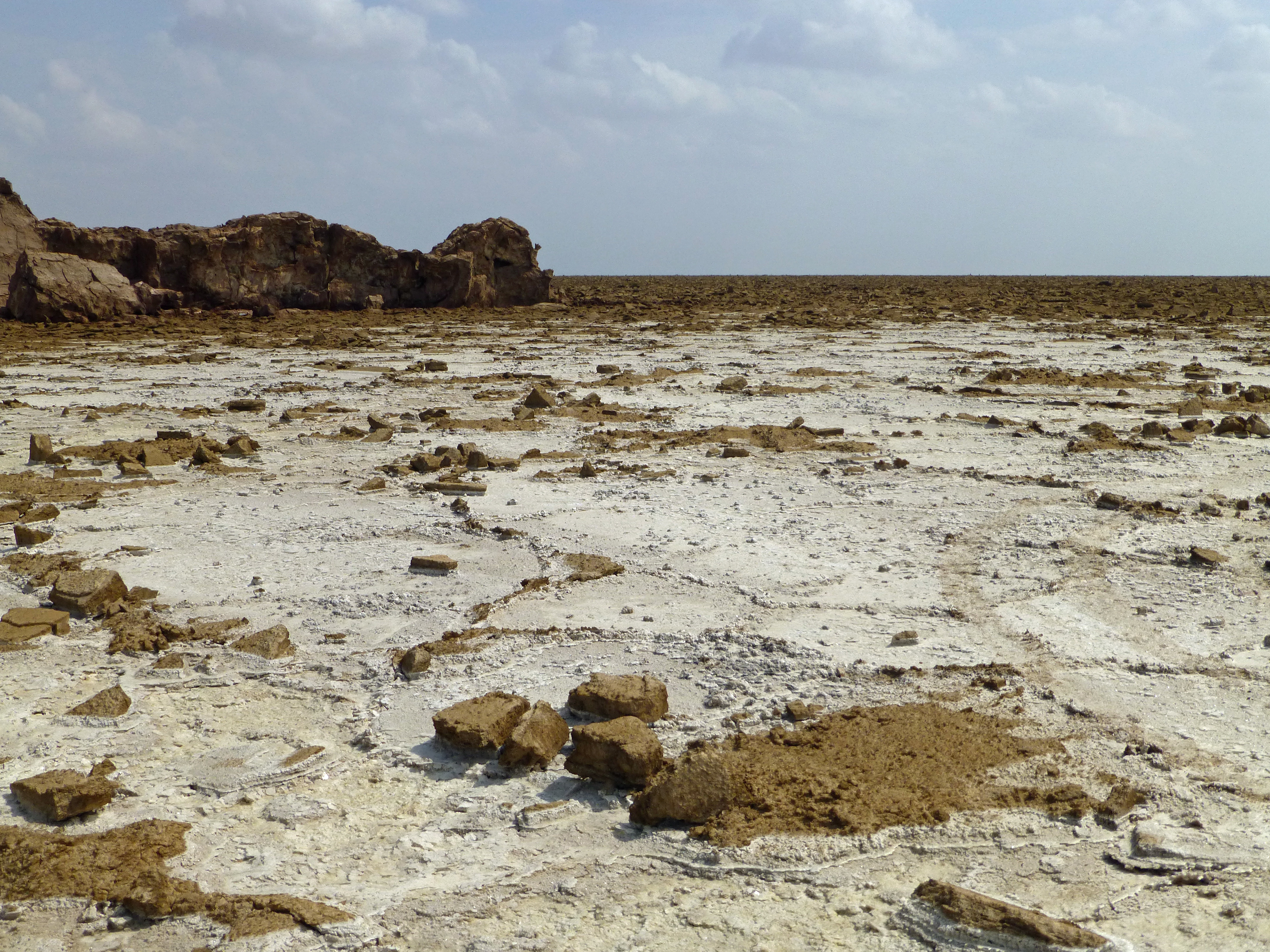
Le désert de sel.
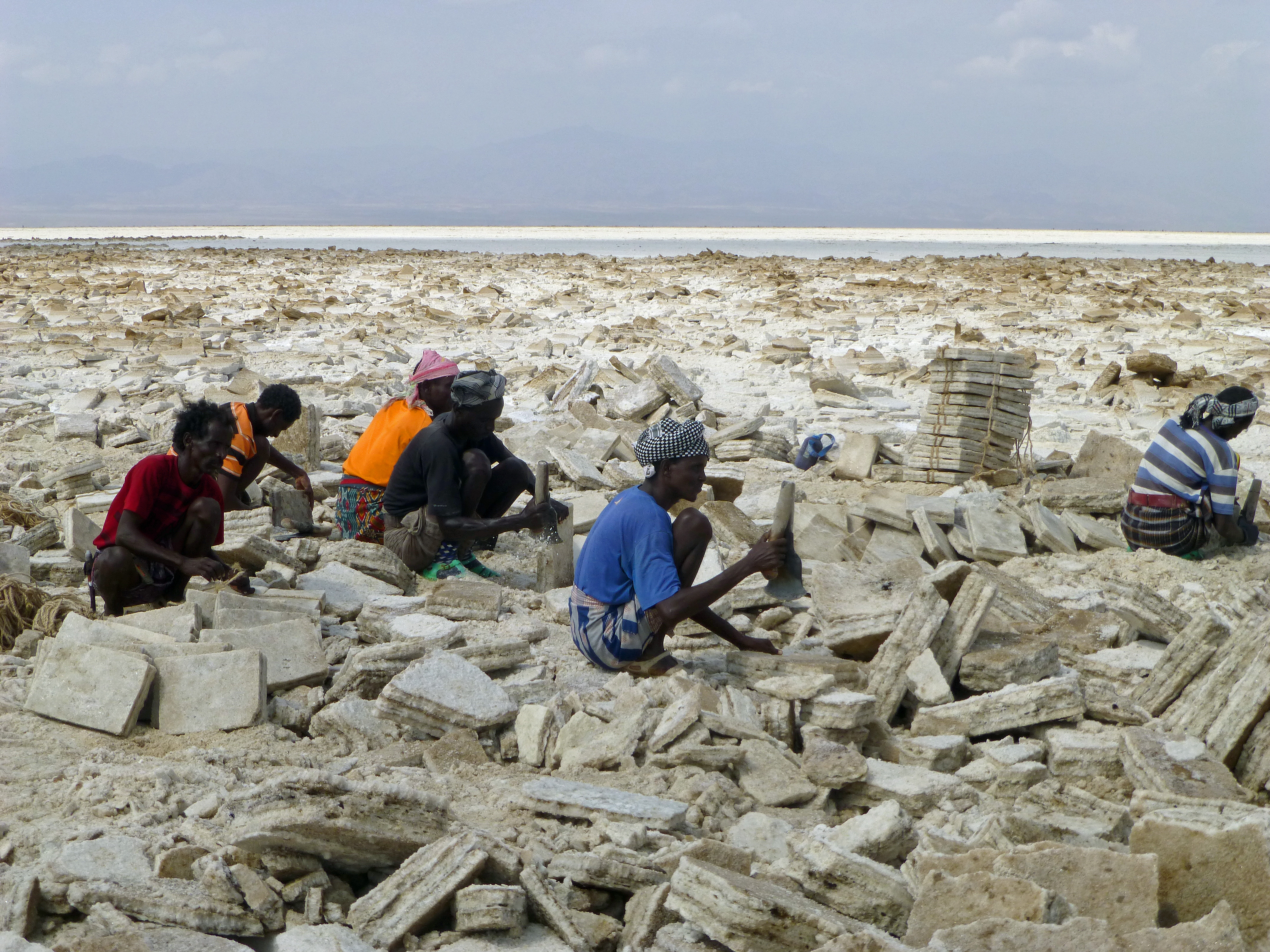
Exploitation du sel au lac Karoum (en saison sèche).
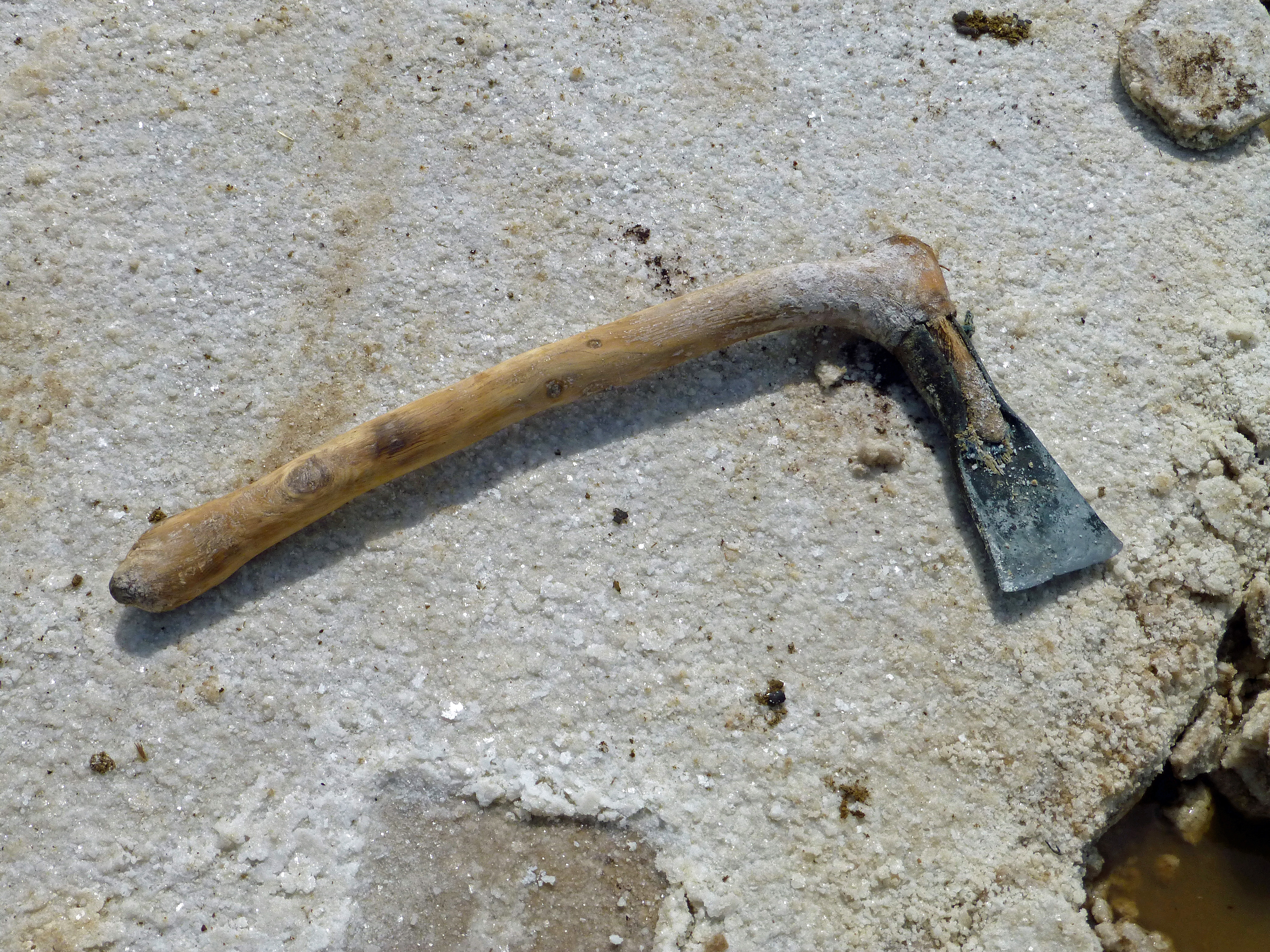
Herminette utilisée pour le découpage des plaques.
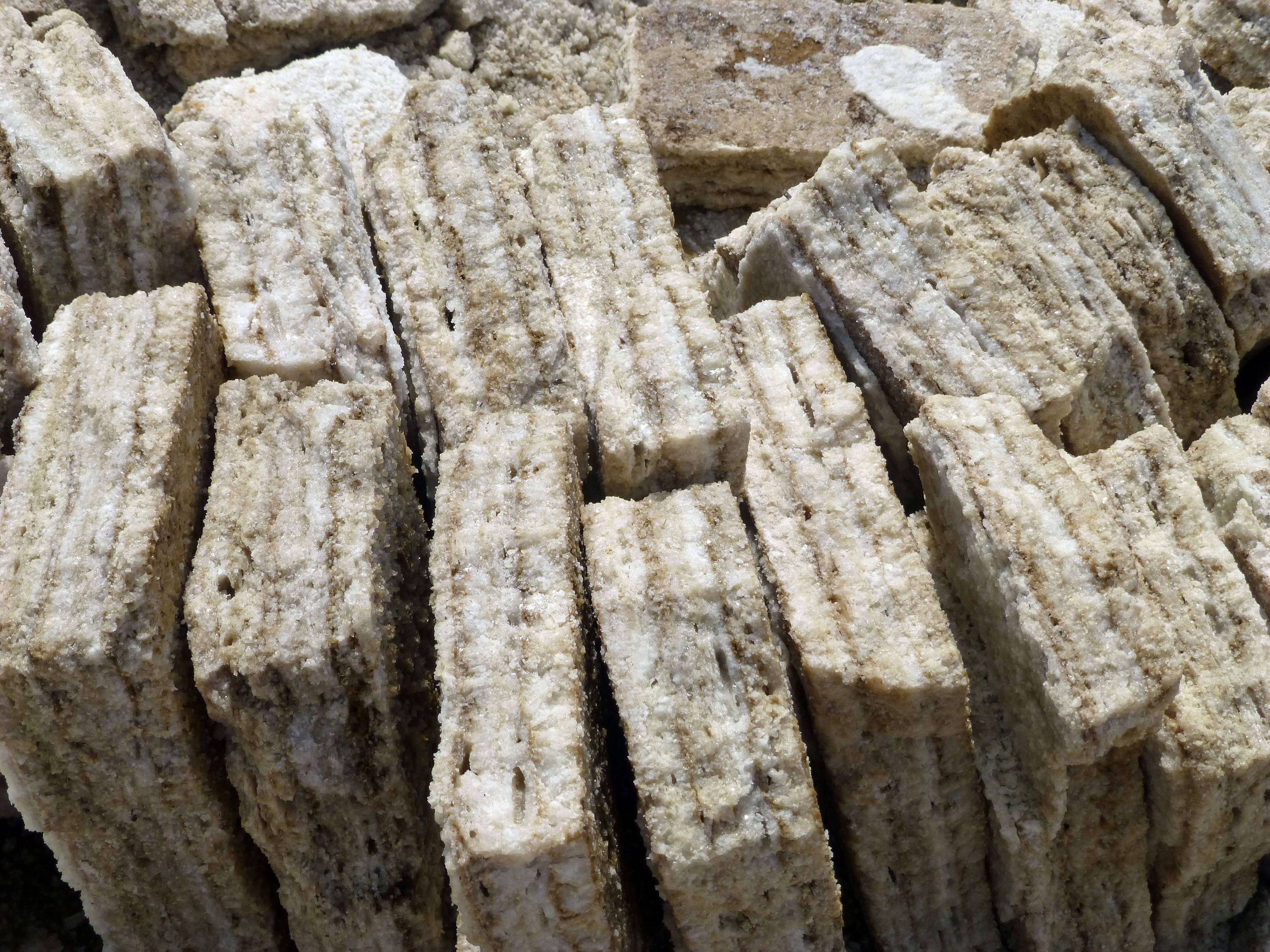
Plaques de sel taillées.
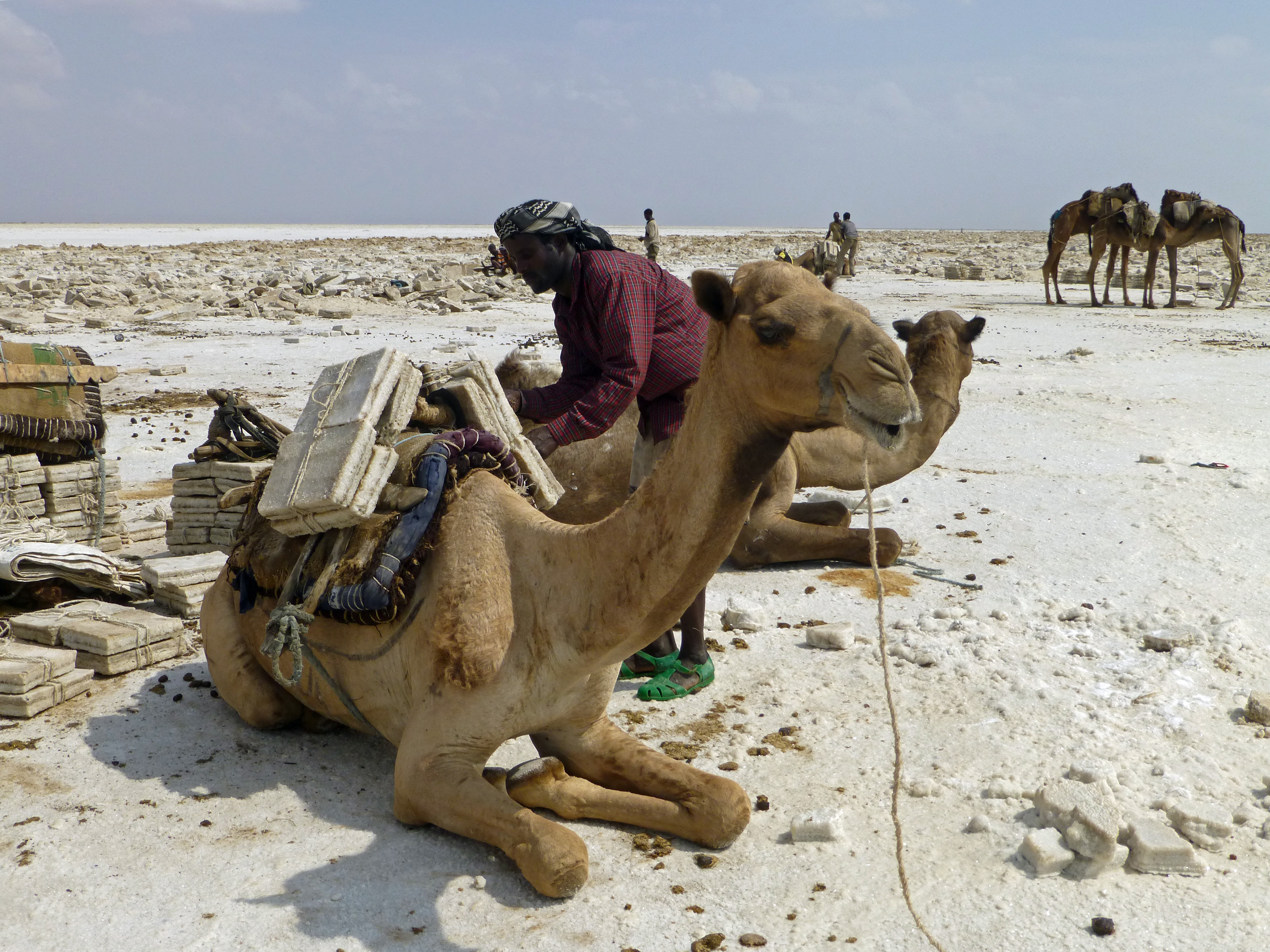
Chargement du sel sur un dromadaire.
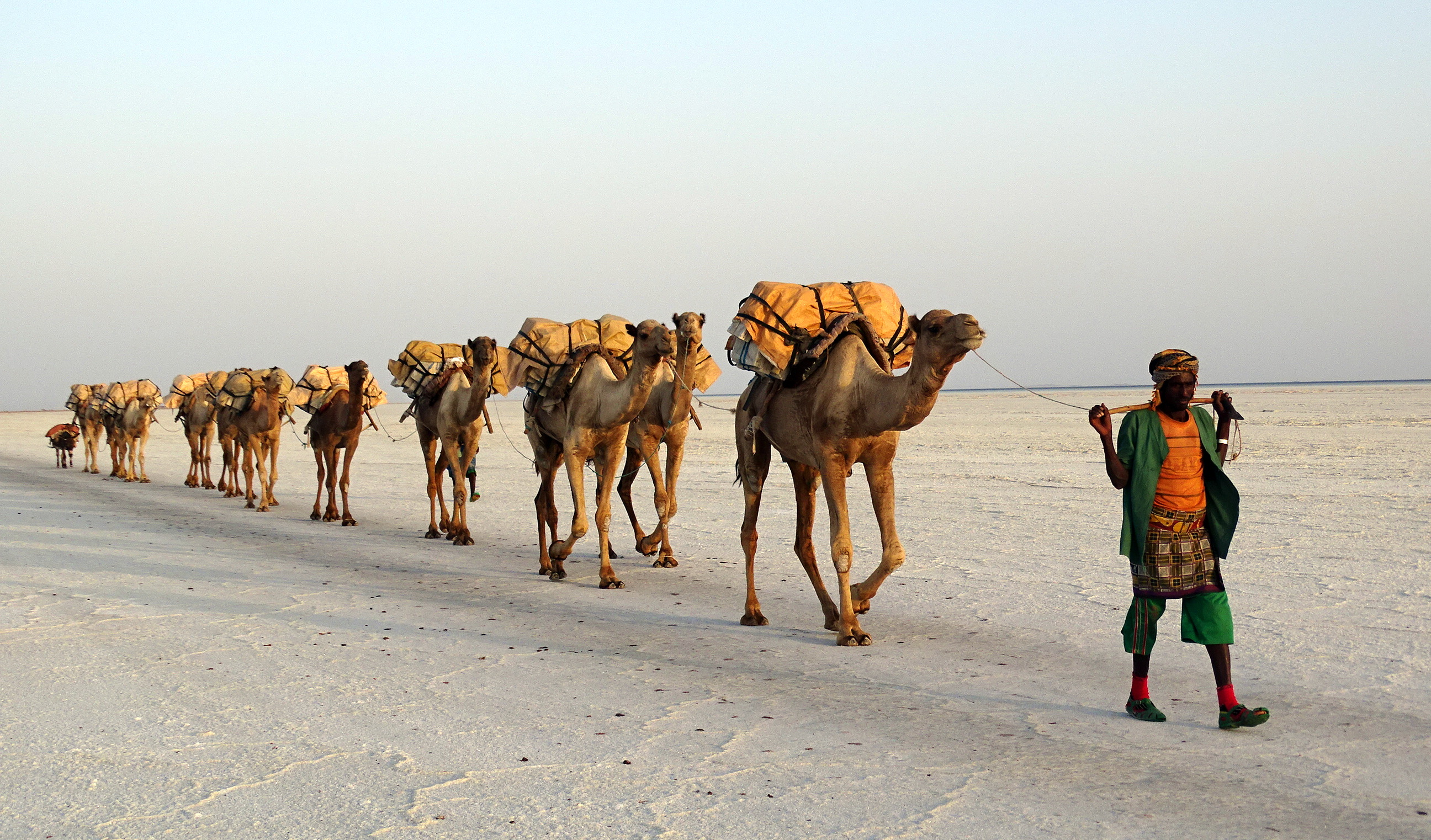
Caravane de sel sur le lac Karoum.
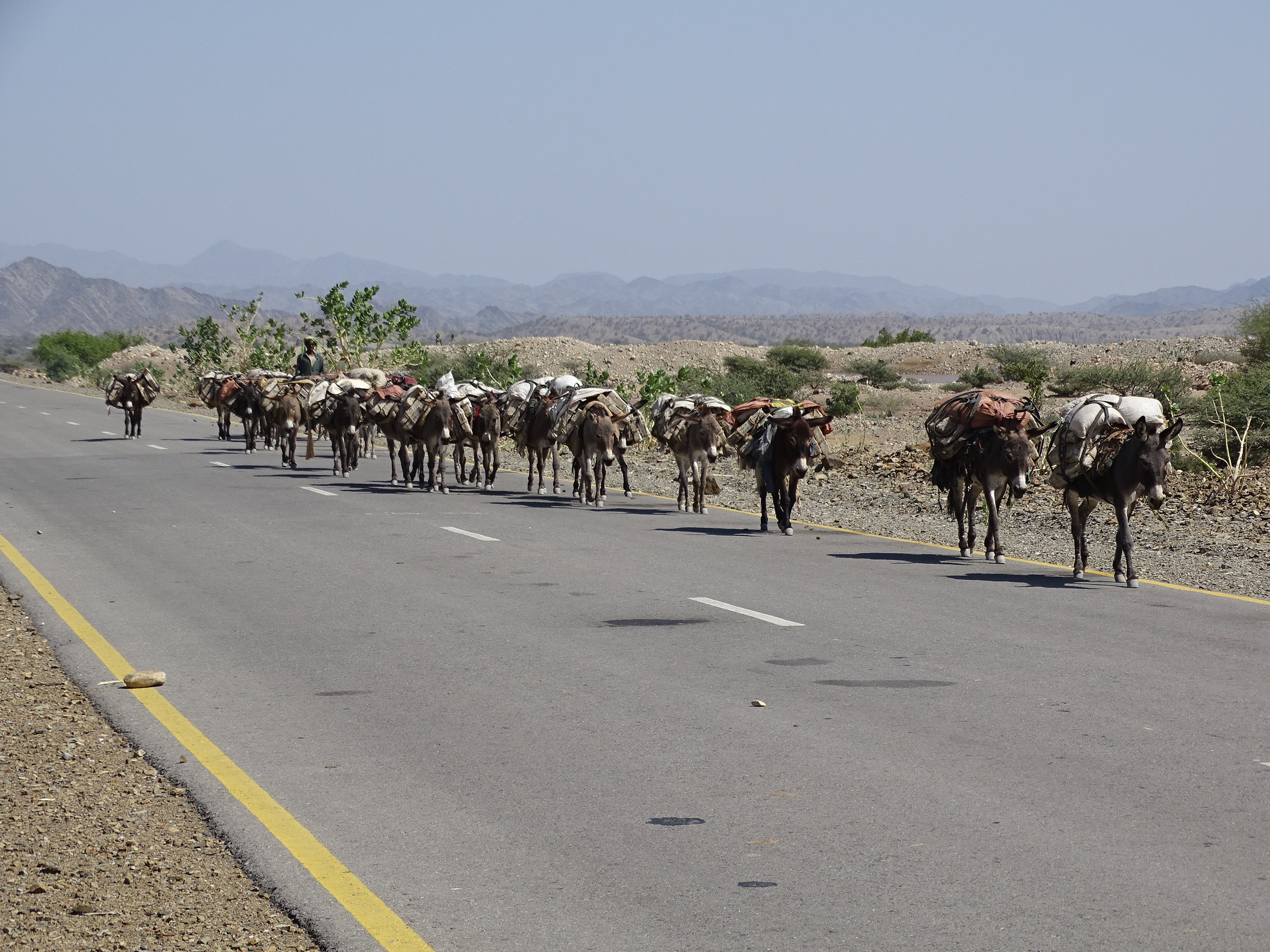
Ânes transportant des plaques de sels prélevés sur le lac Karoum.